# Micropædia

15ª edição da Britannica. O volume inicial com dorso verde é a Propædia; os volumes com dorso vermelho e preto são os volumes da Micropædia e da Macropædia, respectivamente. Os últimos três volumes (dorso em ciano) são o volume do Book of the Year de 2002 e os dois volumes do índice.

Micropædia é o neologismo criado pela Encyclopædia Britannica, Inc., editora da Encyclopædia Britannica para nomear uma das 3 partes em foi dividida a 15ª edição da enciclopédia.
É composta por 12 volumes, formando um conjunto com os 17 da Macropædia. A palavra foi cunhada por Mortimer J. Adler, pela junção das palavras gregas mikrós (pequeno) e paideía (educação das crianças), cuja melhor tradução para o português seria "resumo do conhecimento básico".

## Histórico
A Micropædia foi introduzida em 1974, com 10 volumes, contendo ao todo 102.214 verbetes curtos, com uma extensão máxima de 750 palavras. Esse limite depois foi estendido, quando da reorganização operada para a 15ª edição; muitos verbetes foram fundidos, resultando em cerca de 65 mil verbetes, em 12 volumes. Mas o limite das 750 palavras ainda é geralmente obedecido e a maioria das entradas possui um ou dois parágrafos. Na edição de 2007, entretanto, alguns verbetes bastante longos podem ser encontrados na Micropædia, como o artigo internet, que ocupa toda uma página.
Com raras exceções (menos de 3%), os cerca de 65 mil verbetes da Micropædia não contém nenhuma bibliografia e nenhum colaborador assume a autoria. A Micropædia foi planejada para permitir uma rápida consulta e como um guia para os 700 artigos extensos da Macropædia, onde os autores são identificados e possuem referências bibliográficas.